# Apanteles prinoptus
Apanteles prinoptus är en stekelart som beskrevs av Papp 1984. Apanteles prinoptus ingår i släktet Apanteles och familjen bracksteklar. Inga underarter finns listade i Catalogue of Life.